# M+ FONTS
M+ FONTS（エムプラス フォンツ）は、森下浩司によってデザインされているゴシック体の日本語フォントである。アウトラインフォントの M+ OUTLINE FONTS と、ビットマップフォントの M+ BITMAP FONTS とがある。
自由ソフトウェアであり、さらに利用・改変・再配布についてほぼ制限の無いライセンスが適用されているため、このフォントをベースにカスタマイズを施した派生フォントが多数配布されている。

## M+BITMAP FONTS
2種類の和文フォントと4種類の欧文フォント、それに X Window System 純正カーソル代替の M+ cursors で構成される。
和文フォントは従属欧文が半角固定幅の M+ gothic とプロポーショナルの M+ goth_p が提供される。いずれも和文は全角固定幅であり、10 px と 12 px のレギュラー体およびボールド体が含まれる。
欧文フォントは Fixed 代替の M+ fxd、Helvetica 代替の M+ hlv、UI での利用を想定した M+ sys、極小フォントの M+ qub が提供され、M+ fxd と M+ hlv には 10 px と 12 px のレギュラー体およびボールド体が、M+ sys には 10 px のレギュラー体とボールド体が含まれる。M+ qub は 6 px のレギュラー体のみ。
欧文フォントには基本的な英数字（ISO/IEC 8859-1 の範囲の文字）やユーロ記号（“€ ”、U+20AC）が 含まれる。和文フォントには JIS X 0208 の仮名文字と記号類、それに約7,000字の漢字が収録されている。
2002年に制作を開始。
最新版は2003年7月14日リリースの 2.2.4。

## M+OUTLINE FONTS
2003年10月から制作開始。開発には Adobe Illustrator を使って一字ずつデザインされていて、FontForge で TrueType フォントに変換されている。多くの用途において、未だ実用的なグリフ数に達していないため、グリフを補った VL ゴシックフォントファミリなどの合成フォントがいくつか作られている。漢字については2016年9月30日時点の TESTFLIGHT 062 版でJIS第1水準を含む 5,200 文字が収録されている。
以下の和文と従属欧文を組み合わせた7種類のフォントが配布されている。
- 和文
  - M+ 1 (伸びのある直線と柔らかな曲線から構成されている、近代的な字体)
  - M+ 2 (従来のゴシック体の影響も受けつつも、近代的にまとめられた字体)
- 従属欧文
  - プロポーショナル
    - M+ P Type-1 (明るく生き生きとした字体)
    - M+ P Type-2 (M+ 2との併用を前提にType-1から一部の文字を差し替えたもの。以下同様)
    - M+ C Type-1 (まとまりのよさを意識し再設計された字体)
    - M+ C Type-2

  - 固定幅
    - M+ M Type-1 (高い視認性を保ちつつも癖のない字形)
    - M+ M Type-2
    - M+ MN Type-1 (主にコーディング用として視認性を高めた字形)

### 種類
- プロポーショナルフォント（それぞれ7ウエイトあり、細い方から順に thin、light、regular、medium、bold、heavy、black の7ウエイト。）
  - M+ 1P
  - M+ 2P
  - M+ 1C
  - M+ 2C
- 固定幅フォント（それぞれ5ウエイトあり、細い方から順に thin、light、regular、medium、bold の5ウエイト。）
  - M+ 1M
  - M+ 2M
  - M+ 1MN

その後、Googleの支援により2019年にデザインの見直しが行われ、見直されたバージョンはGitHubにてSIL Open Font Licenseで公開されている（従来のバージョンもOSDNで引き続き公開）。また、2021年からはGoogle Fontsでも公開されている。

## 派生フォント
M+ FONTSは複製・再配布・改変に関する制約がほとんど無いM+ FONTS Licenseの下で配布されているため、M+ FONTSをそのまま、あるいは加工して別のフォントと組み合わせた書体が数多く配布されている。
なお、派生フォントはM+ FONTS License以外のライセンスを採用しているものもあるため、使用においては注意が必要である。

### MigMix / Migu
MigMixおよびMiguはM+ FONTS に、IPAフォントの文字を加えてJIS2004に対応させた合成フォント。作者はitouhiro。旧バージョンの「M+1P+IPAG」の後継に当たり、ライセンスはIPAフォントのものが適用される。
- 「MigMix」は、M+ FONTSのグリフをそのまま持ち込み、足りない文字をIPAフォントから補っている[7]。
- 「Migu」は、M+ FONTSのグリフを読みやすいよう改変した上で、やはり同じく足りない文字をIPAフォントから補っている[8]。

どちらも共通して、フォント名の数字「1」「2」は、ひらがな・カタカナ・英数字のグリフが異なる。数字の後ろに付く「P」「C」「M」は、「P」「C」がプロポーショナルフォント、「M」がモノスペース（等幅）フォントである。

#### 種類
それぞれ2ウェイト（ボールド・レギュラー）。
- プロポーショナルフォント
  - MigMix 1P
  - MigMix 2P
  - Migu 1P
  - Migu 1C
- 等幅フォント
  - MigMix 1M
  - MigMix 2M
  - Migu 1M
  - Migu 2M

### Koruri
Koruri（コルリ）はM+ OUTLINE FONTSの英数字をOpen Sansに置き換えた合成フォント。作者はlindwurm。
ライセンスはOpen SansのApache License 2.0を引き継いでおり、Koruriという名称およびメインイメージはコルリとしている。
同一の作者による派生版として、M+ FONTSの代わりにVLゴシックを使用した VlKoruri や、Koruriの漢字を源ノ角ゴシックで補った Ohruri などが製作されている。
開発当初の名称は小瑠璃フォントであったが、2014年5月10日、公式サイトの改修やGitHubでの公開に合わせ、Koruriに改称された。

#### 種類
KoruriはOpen Sansに合わせた5種類のウエイトからなる。ウエイト名と元のフォントの対応は以下の通り。
- Koruri Regular : M+ 1p Regular と Open Sans Regular
- Koruri Light : M+ 1p Light と Open Sans Light
- Koruri Semibold : M+ 1p Medium と Open Sans Semibold
- Koruri Bold : M+ 1p Bold と Open Sans Bold
- Koruri Extrabold : M+ 1p Black と Open Sans Extrabold

### Rounded M+
Rounded M+（ラウンデッド エムプラス）はM+ FONTSを丸ゴシック体に加工したフォント。作者はMM。2012年にitouhiroによって同名でリリースされたフォントと同じ手順で作成されているが、MMによってリリースされた「自家製 Rounded M+」の方がより新しいバージョンのM+をベースにしているため収録文字数が多く、itouhiroのブログ記事でもMMによるバージョンの使用が推奨されている。
M+ FONTSを単体で改変したフォントのため、文字の形以外の仕様が同等であるほか、もとの制限の無いライセンスが維持されている。

#### 種類
丸みの強さによってバリエーションが用意されている。それぞれのバリエーションでM+と同様のウエイトが展開されている。
- Rounded M+ - 通常の丸ゴシック
- Rounded-X M+ - 丸みを強くしたバージョン（Thinは用意されていない）
- Rounded-L M+ - 丸みを抑えたバージョン

### Mgen+/ Rounded Mgen+
Mgen+（ムゲンプラス）はM+ FONTSに不足している文字をAdobeとGoogleによるオープンソースフォント・源ノ角ゴシックで補ったフォント。作者はMM。
バリエーションとして、同じ仕様のまま丸ゴシック化処理を施したRounded Mgen+（ラウンデッド ムゲンプラス）も存在する。

#### 種類
M+と同様の7ウエイトが用意されているほか、日本語や全角記号をプロポーショナル化したバリエーションが追加されている。
Rounded Mgen+は、Rounded M+と同様に丸みの強さによってバリエーションが用意されており、それぞれでM+と同様のウエイトが展開されている。
- Rounded Mgen+ - 通常の丸ゴシック
- Rounded-X Mgen+ - 丸みを強くしたバージョン
- Rounded-L Mgen+ - 丸みを抑えたバージョン